# Diospyros cinnabarina
Diospyros cinnabarina är en tvåhjärtbladig växtart som först beskrevs av Robert Louis August Maximilian Gürke, och fick sitt nu gällande namn av Frank White. Diospyros cinnabarina ingår i släktet Diospyros och familjen Ebenaceae. Inga underarter finns listade i Catalogue of Life.